# 조쿄 (센고쿠 시대)
조쿄(長享, ちょうきょう)는 일본의 연호(元号) 중 하나이다.
- 전후 : 분메이(文明) 이후 - 엔토쿠(延徳) 이전.
- 시기 : 1487년 ~ 1488년
- 천황 : 고쓰치미카도 천황
- 쇼군 : 무로마치 막부의 아시카가 요시히사

## 개원(改元)
- 분메이 19년 7월 20일(율리우스력 1487년 8월 9일), 전란과 역병등에 의해 개원.
- 조쿄 3년 8월 21일(율리우스력 1489년 9월 16일), 엔토쿠로 개원된다.

## 출전
- 『문선』의 「喜得全功、長享其福」.
- 『춘추좌씨전』의 「元体之長也、享嘉之会也、利義之和也、貞事之幹也」.
- 『후한서』의 「長享福祚、垂之後嗣、此万全之策也」.

## 조쿄 시기에 일어난 일
- 2년
  - 6월 9일 : 가가 잇코잇키(加賀一向一揆)중, 가가의 잇코슈(一向宗) 신도들은 대립하고 있던 슈고(守護) 도가시 마사치카를 공격했다. 도가시 마사치카는 자살.
  - 8월 13일 : 우라가미 노리무네의 공작에 의해 야마나 마사자네가 이나바의 슈고에 취임한다.

## 서력과의 대조표
| 조쿄 | 원년   | 2년    | 3년    |
| ---- | ------ | ------ | ------ |
| 서력 | 1487년 | 1488년 | 1489년 |
| 간지 | 정미   | 무신   | 기유   |

## 같이 보기
- 일본의 연호 일람

| 이전 분메이 | 일본의 연호 1487년 ~ 1489년 | 다음 엔토쿠 |